# Les Guerres médiatiques 2066-2068

L'album Les Guerres Médiatiques 2066-2068 est le second disque du collectif General Dub paru en 2003 sur le label Expressillon.

## Description
Ce nouvel album-concept de General Dub suit exactement la même logique apocalyptique que l'album précédent (voir) en explorant les années 2066 à 2068. Ainsi à la suite des 24 années de guerres, ce sont les médias qui sont à présent dans une lutte afin de manipuler les survivants avec l'aide ou à l'encontre des pouvoirs politiques et religieux.
Ici, les membres du collectif ont choisi de nous annoncer la naissance d'évènements similaires aux deux guerres du Golfe et ceci avec l'idée de dénoncer l'abjection des campagnes médiatiques menées dans le monde (CNN, Al Jazeera, Libération...). Fidèles à leurs principes, tout est transposé dans un futur imaginaire.
Une nouvelle fois construit comme une bande originale de film le Dub du "General" évoque la littérature d'anticipation avec un scénario très complexe. Les voix sont omniprésentes et dans toutes les langues, samples extraits de films et flash-informations de propagande. Le son dub y est donc plus expérimental, avec une rythmique appuyée et des basses écrasantes sur un mixage électronique constant. Proche des expérimentations de l'électro-industriel l'album admet des notes de Breakbeat ou de Metal et des passages à la limite du Hartek.
Avec Les Guerres Médiatiques 2066-2068 le collectif avait mis en ligne un site Internet avec une présentation virtuelle du monde et une prophétie, des messages ou des explications sur les différentes batailles. Le nom de domaine a depuis été repris par un portail commercial américain.voir ici

## Les titres
1. 3e pilier
2. Moon
3. Les Mutants de Krasnïarsk (A.S.I.)
4. Uncertain Stability
5. La Grève des cadres de l'U-Med
6. 6tica za 6ti dan
7. Américains
8. 199 vs DRH 6
9. Nomenklatura
10. Inspection
11. Flash G2P
12. Cynotechnie
13. Nordik Capoera
14. Le Cri du renégat
15. Qing Ming
16. Info ASI : Edit impérial
17. Queens ov noiZ
18. info @Néron
19. Granule
20. La conférence de Kazan
21. Decepsyon
22. ... la langue est cousue à l'envers